# Médecine du sport

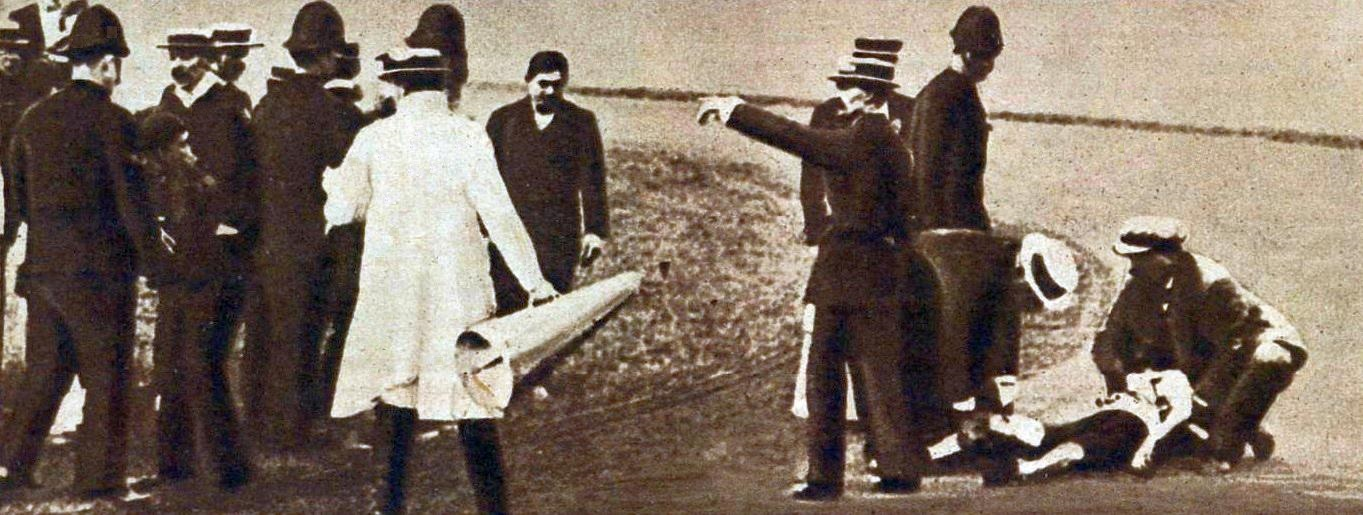
Dorando Pietri après son arrivée au marathon des JO de Londres, en 1908.

La  médecine du sport ou médecine sportive  est la médecine spécialisée dans la prévention, le diagnostic et le traitement des pathologies induites par le sport ou pouvant affecter les performances des sportifs.

Contrairement à des idées reçues, la médecine du sport n'est pas réservée aux pratiquants. En France il existe une Société française de médecine du sport et en son sein un « groupe de consensus »

## Principes et enjeux

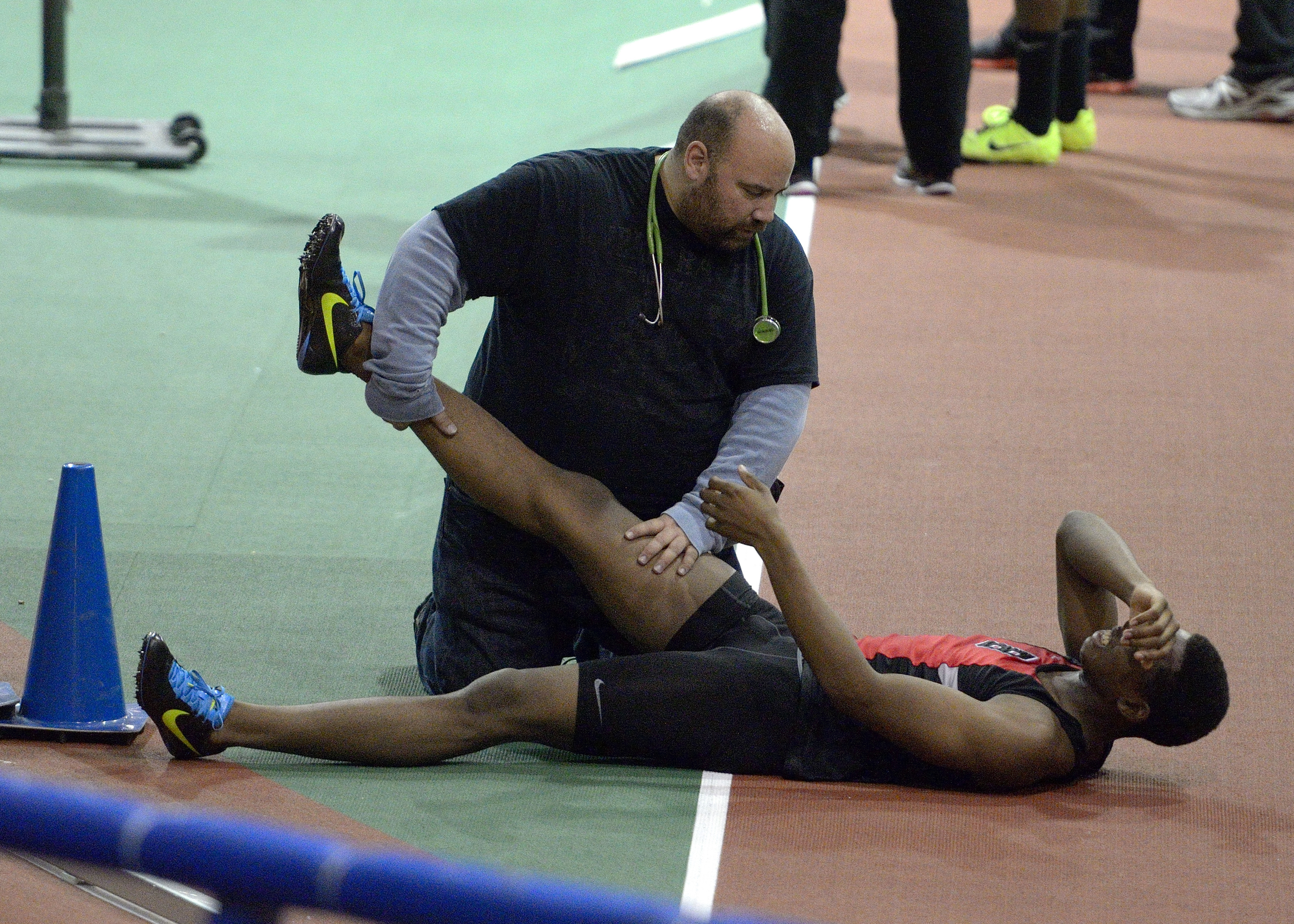
étirement des ischio-jambiers d'un sprinter.

La médecine du sport étudie et traite la physiologie, la psychologie et la biologie du sport : métabolisme énergétique, adaptation du corps à l'effort, entraînement et surentraînement, fatigue et récupération, biométrie, dopage, nutrition…
Elle étudie également les spécificités de la pratique sportive selon l'âge et l'état de santé du patient sportif, selon le sport pratiqué, selon le niveau de pratique, l'amateurisme ou la compétition, le matériel utilisé et l'environnement.
Cette étude approfondie des aptitudes physiques du corps humain permet ensuite une sélection très fine des profils physiques les plus adaptés à la pratique sportive de compétition, notamment sur le plan cardiaque puisque les meilleurs sportifs d'endurance ont des cœurs à battements très lents.
Elle comprend la prévention des accidents chez le sportif, la prise en charge en urgence des traumatismes dus aux activités sportives, la surveillance et l'évaluation médicale des entraînements chez les sportifs, la prise en charge spécifique des sportifs de haut niveau.
Le médecin du sport doit connaître les particularités de l'examen médical du sportif, les indications et la réalisation des différentes épreuves d'aptitude, les pièges rencontrés lors de la délivrance de certificats.
Des enjeux socioéconomiques sous-jacents existent car si à une certaine dose l'activité physique est réputée bonne pour la santé physique et mentale, les sportifs réguliers et surtout de haut niveau, ou pratiquant trop jeunes ou trop âgés certaines activités sportives s'exposent à des contraintes physiques et pressions psychologiques pouvant nuire à leur santé, et qui sont aussi source d'un coût médical et hospitalier.

## Formation
(mai 2013).

### En France

#### Réglementation
Le Code du sport dit que les fédérations sportives « veillent à la santé de leurs licenciés » . 
Un décret de 2004  précise que la surveillance médicale à laquelle sont soumises les fédérations vise à « prévenir les risques sanitaires inhérents à la pratique sportive intense ». Un certificat médical est nécessaire pour la pratique en club de nombreux sports. Le dopage est interdit, mais sa définition n'est pas toujours très claire.

#### Formation
Le médecin du sport doit obtenir le DESC (Diplôme d'Études Spécialisées Complémentaire) mis en place depuis 2005. 

Ce diplôme se déroule sur 2 années durant lesquelles le médecin doit effectuer 4 stages de 6 mois dans des services hospitaliers ou des centres agréés en médecine du sport par la SFMES (Société Française de Médecine de l'Exercice et du Sport). 
Le médecin doit également valider des acquis par des cours et la présentation d'un mémoire original. 
Le DESC de médecine du sport est à distinguer de l'ancienne Capacité de médecine du sport (simple diplôme obtenu par validation d'une centaine d'heures de cours dans une faculté de médecine). De plus, seul un interne par région peut prétendre chaque année à la formation au sein du DESC de médecine du sport. Le DESC garantit ainsi une réelle spécialisation, au même titre que les autres : chirurgie orthopédique, chirurgie infantile, réanimation, etc.
La formation, en grande partie théorique s'enrichit ensuite du retour d'expérience de la pratique médicale sur le terrain. La santé du sportif est physique, mais aussi psychique

## Pathologies du sport
La santé est à la fois physique et psychique. 

### Maladies physiques
Il s'agit généralement de traumatismes chroniquement ou accidentellement acquis lors de l'entrainement ou de la compétition, en dépit des pratiques d'échauffement, de préparation et des protections physiques (coquilles, gants, jambières, etc.). Certains relèvent de la médecine d'urgence.

### Maladies psychiques du sportif
Elles ont été longtemps ignorées et même supposées plus rares chez les sportifs de performance qu'au sein de la population générale. 
Des cas de délire liés à des coups de chaleurs lors de pratique de sports d'endurance sont décrits depuis longtemps, mais des études ont depuis révélé que d'autres syndromes et maladies psychiques, durable ou non sont aussi présentes chez les sportifs (ex : syndrome de surentraînement/dépression, angoisses, compulsion ou dépendance au sport, troubles du comportement alimentaire/anorexie ou obésité athlétique, association de troubles alimentaires à une aménorrhée et d'une ostéoporose dite  « triade de l'athlète féminine » ) avec même des cas très spécifiques à certains sports ,,,,. 
Ces études ont aussi montré une fréquence de certains troubles psychiques liée à l'âge, au sexe du pratiquant et au type de sport qu'il pratique, ou liée à la prise de produits dopants (dont les stéroïdes anabolisants qui peuvent notamment induire des troubles bipolaires ou une schizophrénie y compris chez la femme). 

Des dépressions pouvant conduire au suicide sont à détecter et traiter (le risque de dépression du sportif augmente corrélativement au nombre de commotions cérébrales subies lors de sa pratique). Des cas de démence pugilistique ou d'encéphalopathie chroniques peuvent suivre des traumatismes crâniens.
Il a aussi été récemment montré (chez les sportifs universitaires américains notamment) que l'abus d'alcool (et/ou parfois d'autres stimulants) est fréquent. Dans les universités américaines, l'alcool et certaines autres substances addictives sont mêmes consommées plus souvent par des sportifs que par des non-sportifs ,. L'alcoolisme est l'un des problèmes psychologiques les plus fréquents du sportif semi-professionnel ou de haut niveau. Chez les sportifs d'universités nord-américaines, l'alcoolisation est plus importante que chez les étudiants non régulièrement sportifs ; et un lien a été détecté entre la quantité d'alcool bu et la survenue de dépressions et plus généralement de symptômes psychiatrique. Dans ce contexte, l'alcoolisation varie selon le type de sport : les footballeurs, nageurs et joueurs de baseball en consommaient plus que les joueurs de basketball et de volleyball. Le Binge-drinking est en outre plus souvent pratiqué chez les sportifs que chez les non-sportifs et chez les femmes, il est plus pratiqué chez celles qui jouent au football, alors que chez les hommes ceux qui jouent au hockey sur glace le pratiquent le plus (pratiqué par 15,4 % des joueurs de cette étude) ; et de manière générale, il est plus fréquent dans les sports d'équipe qu'individuels. 

Dans les années 2000, le tabac à mâcher ou à priser sont aussi consommé (30 à 40 % des footballeurs professionnels selon Reardon & Creado en 2014.
La médecine sportive devrait pouvoir mieux détecter certains profils de personnes à risques et aussi suivre ses patients dans le temps, car la maladie mentale peut émerger après la fin de carrière (souvent précoce) du sportif professionnel. Ainsi après leur carrière, 20 % des boxeurs seraient touchés par des syndromes parkinsonien et démentiel. Des études récentes ont montré que des troubles affectifs les accompagnent (dépression, paranoïa, agitation et agressivité, alors que les déficits cognitifs ne se manifestent que plus tardivement),. 
Dans le contexte du sport de haut niveau les méthodes de diagnostic, de traitement psychiatrique ou psychothérapique et de suivi du patient doivent être adaptées en raison des calendriers d'entraînements et de compétitions. De plus, la prescription de certains médicaments peut interférer avec les performances d'une part et avec les contrôles antidopage ou contrevenir à la réglementation antidopage d'autre part. La psychothérapie et la psychiatrie du sport sont des disciplines encore jeunes qui cherchent aussi à développer la prévention et sont mobilisées pour augmenter les performances des sportifs.